# Pierre Gaudin (homme politique)
Pour les articles homonymes, voir Pierre Gaudin et Gaudin.
Pierre Gaudin, né le 15 février 1913 à Fréjus (Var) et décédé le 2 janvier 1978 au Luc (Var), est un homme politique français.

## Biographie
Agriculteur de profession, Pierre Gaudin est le fils de Charles Gaudin, exploitant agricole et maire du Luc entre 1925 et 1936. Sa mère fut par ailleurs conseillère municipale de la commune.
Il commence sa carrière politique au niveau local en étant élu conseiller municipal du Luc en octobre 1947 et devient adjoint au maire. En 1953, il succède à Marcel Mouriès, décédé, au conseil général du Var. Il est élu maire du Luc six ans plus tard.
En 1962, il devient député SFIO puis FGDS de la 1re circonscription (Brignoles-Draguignan) du Var et sera réélu en 1967, 1968 et 1973. À l'Assemblée nationale, il siège dans le groupe socialiste et dans les commissions de l’Éducation nationale, des affaires culturelles, de la Production et des échanges et en devient le vice-président à partir de 1975. Il détiendra ce siège jusqu'en septembre 1977, date où il entre au Sénat en tant que représentant du département du Var et le demeure jusqu'à son décès.
Une avenue du Luc porte aujourd'hui son nom.

## Détail des fonctions et des mandats
Mandats parlementaires
- 25 novembre 1962 - 2 avril 1967 : Député de la 1re circonscription du Var
- 12 mars 1967 - 30 mai 1968 : Député de la 1re circonscription du Var
- 30 juin 1968 - 1er avril 1973 : Député de la 1re circonscription du Var
- 11 mars 1973 - 6 octobre 1977 : Député de la 1re circonscription du Var
- à partir de 1975 : Vice-président de l’Assemblée nationale
- 25 septembre 1977 - 2 janvier 1978 : Sénateur du Var

Mandats locaux
- 1er mars 1953 - 2 janvier 1978 : Conseiller général du canton du Luc
- mars 1959 - 2 janvier 1978 : Maire du Luc
- 1973 - 2 janvier 1978 : Conseiller régional de Provence-Alpes-Côte d'Azur

## Distinctions
- Chevalier du Mérite agricole